# Moraleja de Enmedio
Pour l’article homonyme, voir Moraleja (homonymie).
Moraleja de Enmedio est une commune de la communauté de Madrid, en Espagne.